# Mülhausen
|  | «Mulhouse» redirigeix aquí. Vegeu-ne altres significats a «Mulhouse (desambiguació)». |

Mülhausen (oficialment i en francès Mulhouse, en alsacià Milhüüsa o Milhüse, en alamànic Mehlhüse o Mihlhüse, en alemany Mülhausen) és un municipi francès situat al departament de l'Alt Rin i a la regió del Gran Est. Pertany a la regió històrica d'Alsàcia, de la qual és la segona ciutat més gran després d'Estrasburg. L'any 1999 el municipi tenia 112.002 habitants, i l'aglomeració urbana 234.445, cosa que el fa el municipi més gran de l'Alt Rin.
Limita al nord-oest amb Pfastatt i Lutterbach, al nord amb Kingersheim i Wittenheim, al nord-est amb Illzach, a l'oest amb Morschwiller-le-Bas i Hochstatt, a l'est amb Sausheim, al sud-oest amb Brunstatt, Didenheim, Zillisheim, al sud amb Riedisheim, Zimmersheim i Eschentzwiller i al sud-est amb Rixheim i Habsheim.
El nom, d'origen alemany (en dialecte alsacià és Mihlhüsa, tot i que hi ha altres variants ortogràfics del nom lleugerament diferents perquè no està normalitzada la forma d'escriptura de la llengua), vol dir «cases del molí». L'aeroport de Basilea-Mulhouse-Friburg és alhora l'aeroport de la ciutat veïna de Basilea (Suïssa).
La ciutat de Mülhausen, conformada en forma de república des de la Pau de Westfàlia de 1648 que va cloure la Guerra dels Trenta Anys va ser incorporada a França el 1798 i des d'aleshores el seu nom oficial és Mulhouse.

## Barris
- Nouveau Bassin - Nordfeld (9.108 h)
- Bourtzwiller (13.424 h)
- Brustlein (4.371 h)
- Centre historique (7.279 h)
- Cité - Briand (8.923 h)
- Coteaux (9.644 h)
- Daguerre (5.483 h)
- Doller (4.897 h)
- Dornach (5.684 h)
- Drouot - Barbanègre (5.013 h)
- La Fonderie (3.338 h)
- Franklin - Fridolin (6.557 h)
- Haut-Poirier (Illberg) (5.123 h)
- Rebberg (8.357 h)
- Vauban - Neppert (8.905 h)
- Wolf - Wagner (4.027 h)

## Demografia
| 1699   | 1782  | 1866   | 1910    | 1946   | 1975    | 1990    | 1999    |
| ------ | ----- | ------ | ------- | ------ | ------- | ------- | ------- |
| 3. 302 | 7.196 | 62.954 | 106.616 | 91.560 | 117.013 | 108.093 | 112.002 |

## Administració
- Llista d'alcaldes de Mulhouse

## Personatges il·lustres
- Jean Keppi, polític autonomista.
- Karl Brandt (1904-1948) : SS, i metge personal de Hitler.
- Johann Heinrich Lambert (1728-1777) científic.
- Alfred Werner (1866-1919), químic, Premi Nobel de Química de l'any 1913.
- Antoine Waechter (1949), polític ecologista.
- William Wyler, director de cinema
- Charles August Nicot (1843-1899) cantant d'òpera (tenor).
- Marie Charles René León de Maupeou (1846-1923) compositor musical.

## Galeria d'imatges

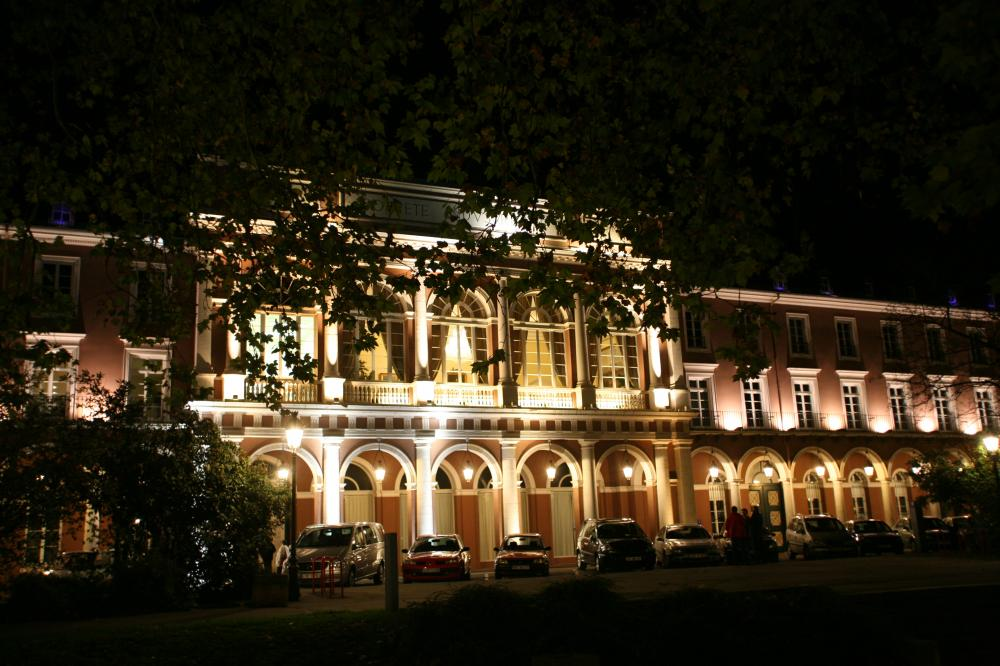
Societat industrial de Mulhouse
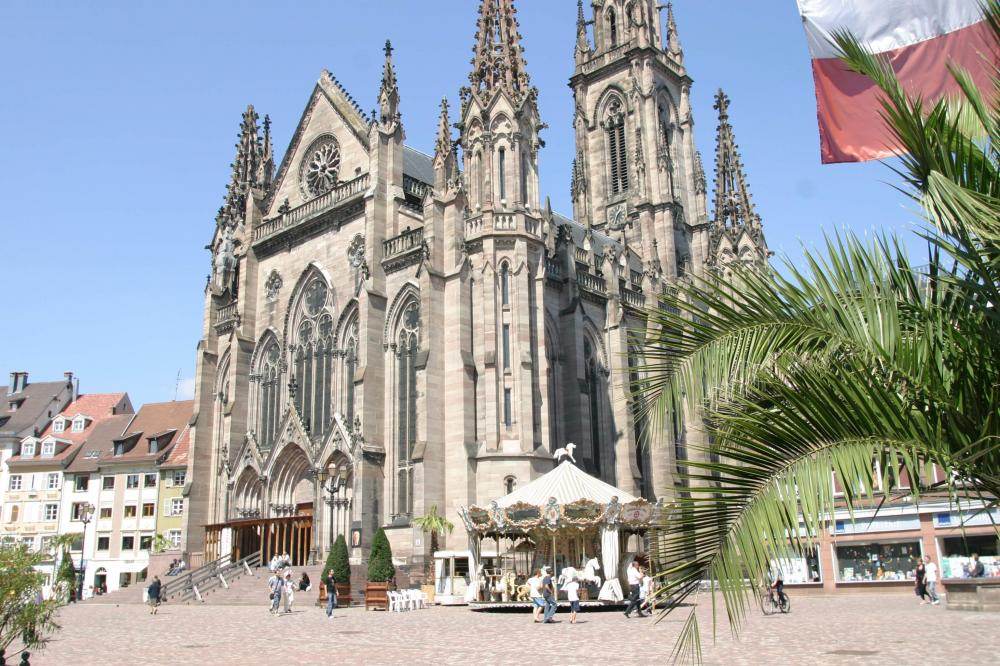
Plaça de la Réunion
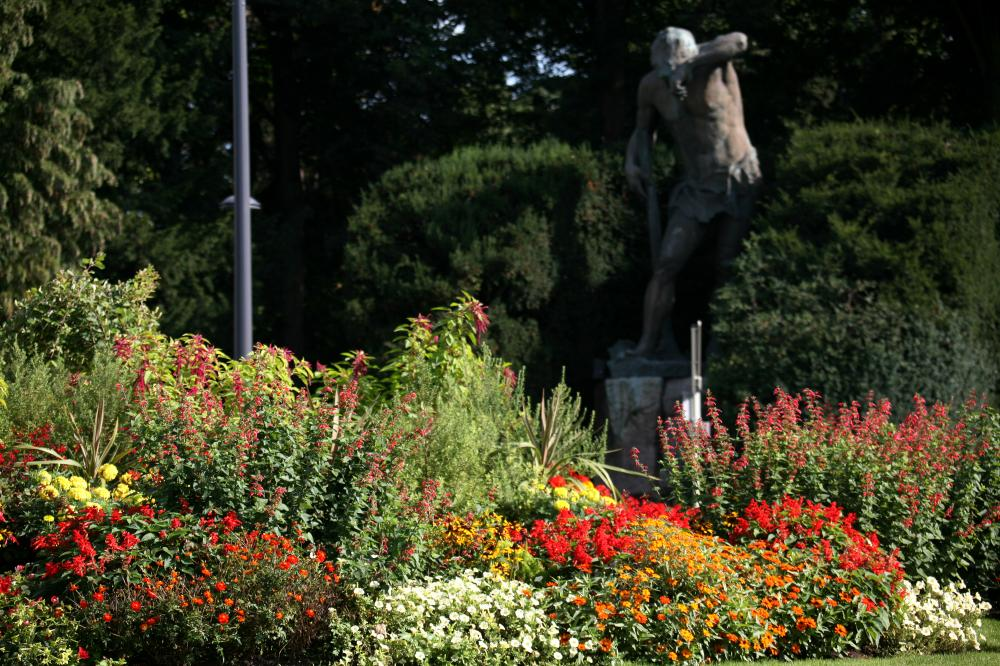
Parc Tivoli
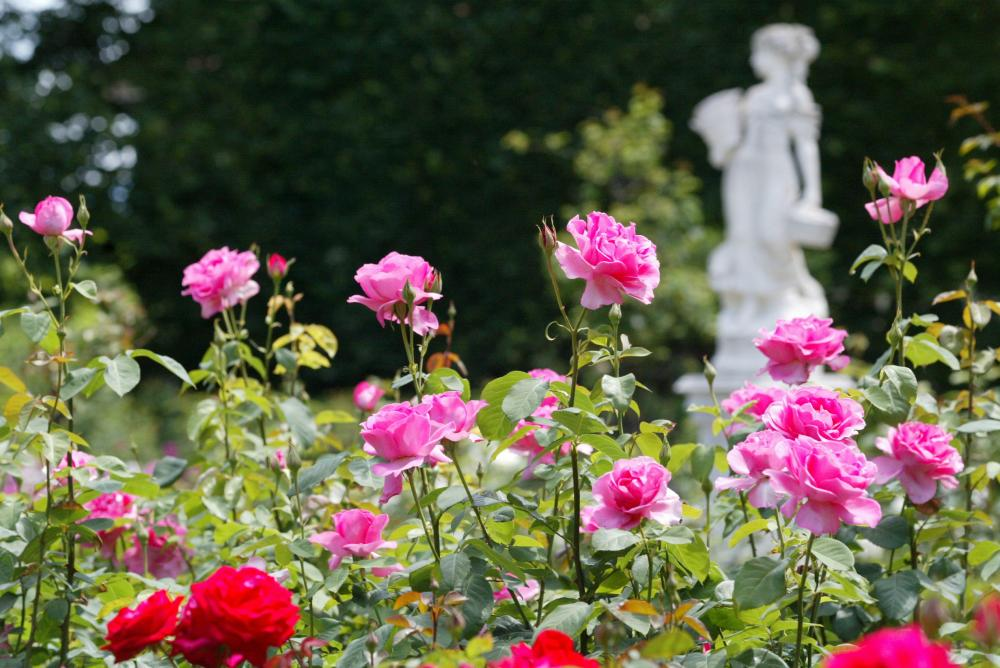
Parc Wallach
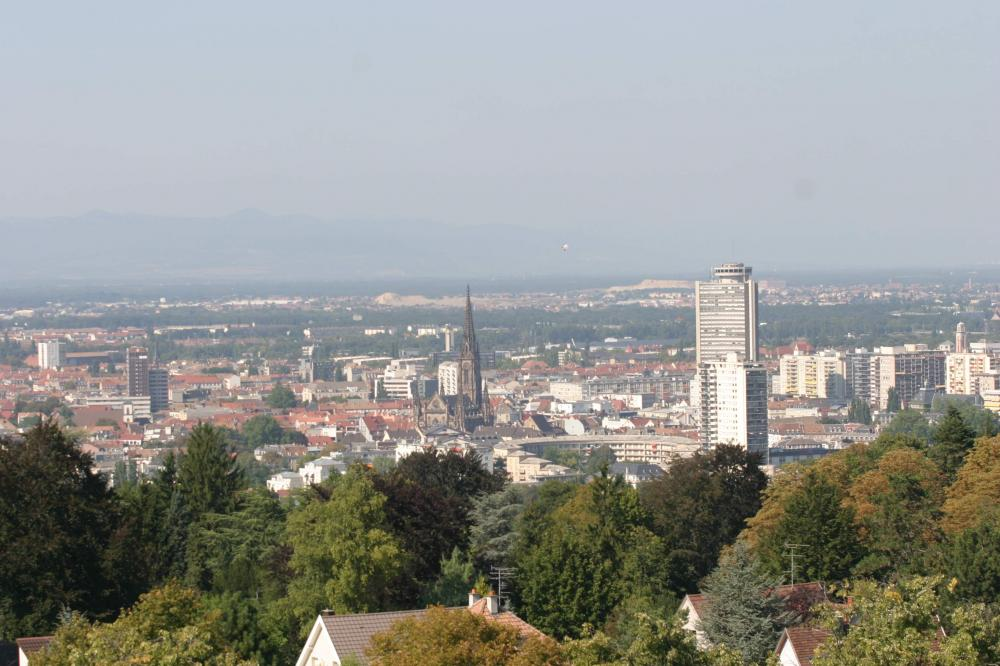
Vista del nucli antic des de le Rebberg
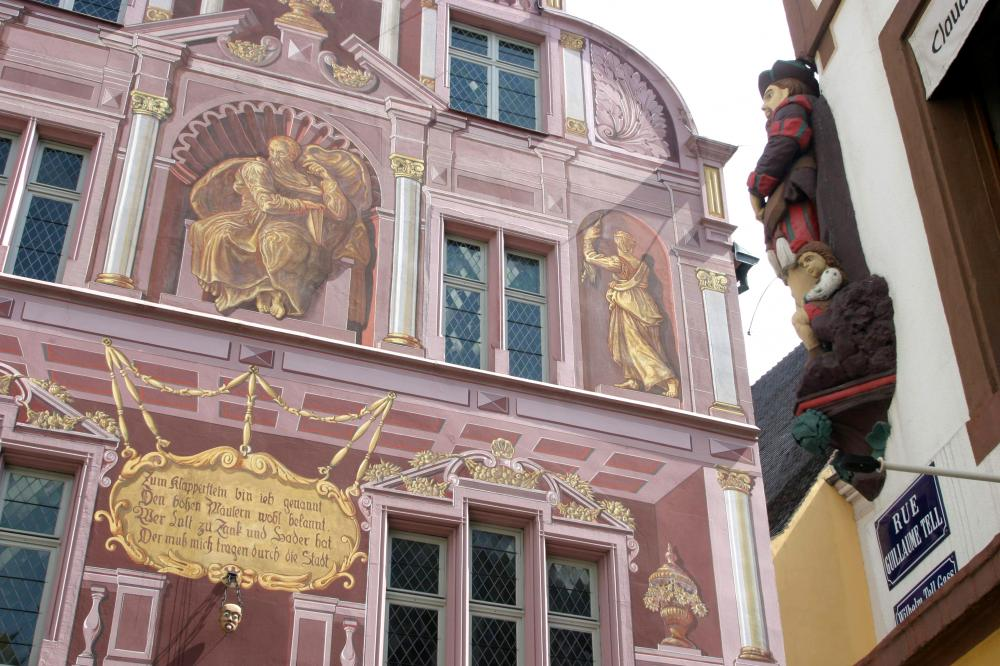
Façana de l'Ajuntament